# Alfred Bruneau

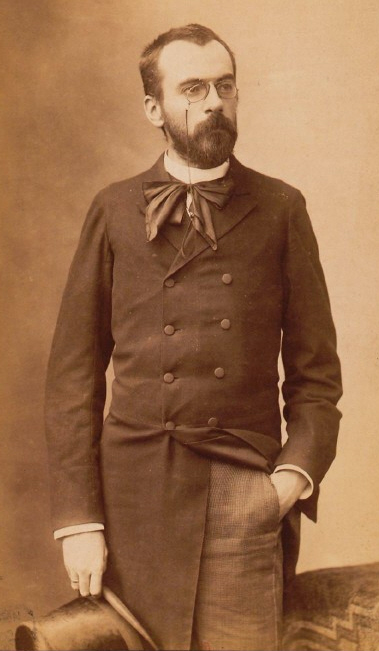
Alfred Bruneau

Louis Charles Bonaventure Alfred Bruneau (* 3. März 1857 in Paris; † 15. Juni 1934 ebenda) war ein französischer Komponist und Musikkritiker.

## Leben und Karriere
Bruneaus Vater war Violinist, seine Mutter Malerin, Schülerin von Corot. Von 1876 bis 1879 studierte er am Conservatoire de Paris Cello bei Auguste Franchomme und Musiktheorie bei Augustin Savard, danach bis 1881 Komposition bei Jules Massenet. 1881 gewann er mit der Kantate Geneviève den Second Grand Prix de Rome.
Er wurde Mitglied des von Jules Pasdeloup gegründeten Orchesters und 1881 der Société des compositeurs. 1887 wurde seine erste Oper, Kérim, am Théâtre-Lyrique uraufgeführt. Eine Reihe weiterer Opern entstand nach Büchern von Émile Zola, mit dem Bruneau seit 1888 befreundet war.
Seit 1888 arbeitete er als Korrektor beim Musikverlag Hartmann. Als Musikkritiker schrieb er für die Revue indépendante (1889–1890), den Gil Blas (1892–1895), den Figaro (1895–1901), die Grande Revue (1902) und den Matin (1904–1907 und 1909–1933).
Von 1903 bis 1904 war Bruneau musikalischer Leiter der Opéra-Comique. 1905 wurde er Mitglied des Conseil supérieur des Conservatoire de Paris, 1909 Generalinspekteur für den Musikunterricht. 1925 wurde er Nachfolger von Gabriel Fauré als Mitglied der Académie des Beaux-Arts.

## Werke
- 2 Morceaux de genre für Gesang und Kammerorchester, 1878
- 5 Mélodies (Texte von François Coppée, L. Adrien, G. Chezol), 1879
- Mélodies de jeunesse (Texte von Pierre de Ronsard, C. Hugues, Jean Richepin, Paul Bourget, Paul-Armand Silvestre, R. Rousseil, Théophile Gautier) 1881
- 2 Mélodies pour 1 voix (Textes von Henri Lavedan) 1882–1884
- 3 Mélodies (Texte von Jean Richepin, Henri Lavedan) 1882
- Léda für Gesang und Orchester (Text von Henri Lavedan) 1882
- Ouvertüre héroïque für Orchester, 1883
- La Belle au bois dormant für Orchester, 1884
- Requiem, 1884–88
- Penthésilée für Gesang und Orchester (Text von Catulle Mendès) 1884
- Kérim, Oper in drei Akten (Libretto von Paul Milliet und Henry Lavedan), 1885–86
- Nuit de mai für Gesang und Kammerorchester (Text  von Alfred de Musset), 1886
- Enoch & Costallat, 1887
- Les Bacchantes, Ballett, 1888
- Le Rêve, drame lyrique in vier Akten (Libretto von Louis Gallet nach Émile Zola), 1890
- Les Lieds de France (Texte von Catulle Mendès), 1891
- L’Attaque du moulin, drame lyrique in vier Akten (Libretto von Louis Gallet nach Émile Zola), 1892–1893,
- 3 Lieds de France (Texte von Catulle Mendès), 1892
- 6 Chansons à danser (Texte von Catulle Mendès), 1894–1912
- Messidor, drame lyrique in vier Akten (Libretto von Émile Zola), 1894–1896
- L’Ouragan, drame lyrique in vier Akten (Libretto von Émile Zola), 1897–1900,
- Fantaisie für Klavier, 1901
- L’Enfant roi, comédie lyrique in fünf Akten (Libretto von Émile Zola), 1902
- Lazare, drame lyrique in einem Akt (eigenes Libretto nach Émile Zola), 1903
- La Faute de l’abbé Mouret, Schauspielmusik zum Stück von Émile Zola, 1904–05
- L’Enfant roi, comédie lyrique in fünf Akten (Libretto von Émile Zola), 1905
- Naïs Micoulin, drame lyrique in zwei Akten (eigenes Libretto nach Émile Zola), 1906
- Les Quatre Journées, conte lyrique in vier Akten (eigenes Libretto nach Émile Zola), 1908–1916
- Les Chants de la vie (Texte von Saint-Georges de Bouhélier, Fernand Gregh, Henry Bataille), 1911–1912
- L’Amoureuse leçon, 1913
- Le Jardin du Paris, conte lyrique in vier Akten (Libretto von Robert de Flers und Gaston Arman de Caillavet nach Hans Christian Andersen), 1913–1921
- Le tambour für Gesang und Orchester (Text von Saint-Georges de Bouhélier), 1915
- Le Chant du drapeau für Gesang und Orchester (Text von Maurice Boukay), 1915–1916
- Le Roi Candaule, comédie lyrique in vier Akten (Libretto von Maurice Donnay), 1917–1919
- Le Navire für Gesang und Orchester (Text von R. Puaux), 1917
- Chants antiques (Texte von André Chénier), 1922–1927,
- Chansons d’enfance et de jeunesse (Texte von Marceline Desbordes-Valmore), 1922–1927
- Angelo, tyran de Padoue, drame lyrique in fünf Akten (Libretto von Charles Méré nach Victor Hugo), 1927
- Virginie, comédie lyrique in drei Akten (Libretto von Henri Duvernois), 1928–1930
- Plein air (Texte von Théophile Gautier), 1932
- 2 Chansons ou quatuors vocaux (Texte von Marceline Desbordes-Valmore), 1933

## Schriften
- Musiques d’hier et de demain (gesammelte Kritiken), Paris 1900
- La Musique française, Paris 1901 (deutsch: Geschichte der französischen Musik Berlin 1904)
- Musiques de Russie et musiciens de France, Paris 1903 (deutsch: Die russische Musik, Berlin 1905)
- La Vie et les œvres de Gabriel Fauré, Paris 1925
- A l’ombre d’un grand cœur (Émile Zola), Paris 1932
- Massenet (Les Grands musiciens par les maîtres d’aujourd’hui (6)), Paris 1935